# بروس نيل
بروس نيل (23 فبراير 1949 في أستراليا - ) (بالإنجليزية: Bruce Neill)‏ هو لاعب كريكت أسترالي. لعب مع فريق تسمانيا للكريكت.

## وصلات خارجية
- بروس نيل على موقع إي آس بي آن كريك إنفو (الإنجليزية)